# My Favorite Martian
My Favorite Martian er en science-fiction-komediefilm fra 1999 med Christopher Lloyd, Jeff Daniels, Daryl Hannah, Elizabeth Hurley, Wallace Shawn og Ray Walston i hovedrollerne. Den er baseret på tv-serien af samme navn fra 1960'erne. Den er instrueret af Donald Petrie og skrevet af original-seriens skaber John L. Greene, Sherri Stoner og Deanna Oliver.

## Medvirkende
- Christopher Lloyd som Uncle Martin/The Martian
- Jeff Daniels som Tim O'Hara
- Elizabeth Hurley som Brace Channing
- Daryl Hannah som Lizzie
- Wallace Shawn som Coleye
- Christine Ebersole som Mrs. Brown
- Michael Lerner som Mr. Channing
- Ray Walston som Armitan
- Shelley Malil som Felix
- Jeremy Hotz som Billy
- T.K. Carter som Lenny
- Dawn Maxey som Salesgirl
- Steven Anthony Lawrence som Nurplex Kid
- Michael Chieffo som Earl Metz
- Troy Evans som Captain Dalton